# Top Volley Gela
La' Meic Services Pallavolo Gela è una società pallavolistica maschile di Gela, in provincia di Caltanissetta.
Prima squadra di pallavolo siciliana; milita attualmente in serie B1 e rappresenta Gela dal punto di vista pallavolistico a livello nazionale.

## Storia della società
Sorta nel 2000, raccolse l'eredità di una preesistente società e nel decennio successivo si dedicò particolarmente all'attività giovanile per poi disputare con la prima squadra, a partire dal 2005 (anno dell'esordio in Serie B2), i primi campionati nazionali.
Nel 2009 vinse il campionato di B2 e la Coppa Italia di categoria. Dopo una sola stagione di militanza in B1, la società siciliana ha concluso al primo posto il campionato 2009-10, conquistando la sua prima promozione in A2.
Per ragioni di sponsorizzazione, gioca le varie competizioni con il nome EuroGroup Volley e i colori sociali sono il bianco e l'azzurro; la squadra gioca le proprie partite interne in uno dei principali impianti sportivi cittadini, il PalaLivatino.